# Atypophthalmus barthelemyi
Atypophthalmus barthelemyi är en tvåvingeart som först beskrevs av Alexander 1923.  Atypophthalmus barthelemyi ingår i släktet Atypophthalmus och familjen småharkrankar.
Artens utbredningsområde är Kamerun. Inga underarter finns listade i Catalogue of Life.